# Pensiero mitico
Il pensiero mitico in filosofia e antropologia si definisce come il pensiero che, generandosi da percezioni soggettive, dall'autorità della tradizione, da principi accettati e condivisi acriticamente da un gruppo sociale, si trasforma e dà origine al mito.
Si oppone al pensiero critico, razionale e oggettivo, in grado di sottoporre al suo vaglio credenze e pregiudizi.

## Pensiero logico e pensiero mitico
La scuola "naturalistica" di Friedrich Max Müller (1823-1900) ritiene attraverso un'analisi comparata delle religioni che il pensiero mitico sia originato da fantasie che personificano entità naturali e astrali.
L'antropologia e Ernst Cassirer (1874-1945) hanno rigettato questa interpretazione del pensiero mitico dimostrando come il mito abbia una sua propria simbologia che fa riferimento a un ambiente suo esclusivo e a una sua verità tanto che il pensiero mitico è da considerare un aspetto della forza creativa umana autonomo e molto diverso dal pensiero logico razionale.

«Il simbolo non è il rivestimento meramente accidentale del pensiero, ma il suo organo necessario ed essenziale. Esso non serve soltanto allo scopo di comunicare un contenuto concettuale già bello e pronto ma è lo strumento in virtù del quale questo stesso contenuto si costituisce ed acquista la sua compiuta determinatezza. L'atto della determinazione concettuale di un contenuto procede di pari passo con l'atto del suo fissarsi in qualche simbolo caratteristico».
Il rapporto tra il pensiero critico e quello mitico costituì l'oggetto di una serie di analisi psicologiche ed etnologiche sulle quali si fonda la concezione di Wilhelm Wundt (1832-1920) sviluppatasi nell'ambito del positivismo e dell'evoluzionismo allora imperanti secondo la quale il mito è il risultato dell'"appercezione mitica", una facoltà sentimentale dell'uomo di immaginare. In questo processo immaginativo accade che ciò che appartiene alla sfera soggettiva della appercezione mitica venga trasformato in realtà oggettive riscontrabili tramite percezioni. Il mito in effetti non ha a che fare con la realtà ma è il risultato soggettivo di azioni emotive.
Sullo stesso piano di un'interpretazione psicologica Lucien Lévy-Bruhl (1857–1939)  attribuisce la formazione del pensiero mitico alle credenze religiose di società primitive e inferiori
che tramite un misticismo collettivo elabora miti.
Quale contenuto di verità può essere assegnata a questa «storia mitica» dei popoli primitivi è un problema da risolvere poiché i miti possono considerarsi storie vere accadute in tempi e luoghi molto diversi da quelli attuali ma tuttavia reali. Si tratta di stabilire cioè se una realtà psicologica, come quella dei miti, abbia lo stesso valore di altre realtà oggettive. Wundt anticipa così l'argomento della "proiezione" di natura psicoanalitica che conduce l'analisi del mito in una realtà tutta sua e particolare ormai del tutto distinta dal pensiero critico razionale. Si stabilisce con Sigmund Freud un raccordo tra antropologia e psicoanalisi nello stabilire come l'analisi dei sogni sia il metodo migliore per la comprensione dei miti.